# Virginia Slims of Chicago 1978
Virginia Slims of Chicago 1978  — жіночий тенісний турнір, що відбувся на закритих кортах з килимовим покриттям International Amphitheatre у Чикаго (США) в рамках Світової чемпіонської серії Вірджинії Слімс 1978. Відбувсь усьоме і тривав з 30 січня до 5 лютого 1978 року. Перша сіяна Мартіна Навратілова здобула титул в одиночному розряді й отримала за це 20 тис. доларів США.

## Фінальна частина

### Одиночний розряд
Мартіна Навратілова —  Івонн Гулагонг Коулі 6–7(4–5), 6–2, 6–2
- Для Навратілової це був 4-й титул в одиночному розряді за сезон і 17-й — за кар'єру.

### Парний розряд
Бетті Стов /  Івонн Гулагонг Коулі —  Розмарі Казалс /  Джоанн Расселл 6–1, 6–4

## Розподіл призових грошей
| Дисципліна       | П       | F       | 3-тє   | 4-те   | ЧФ     | 1/8    | 1/16 |
| Одиночний розряд | $20,000 | $10,500 | $6,300 | $5,500 | $2,800 | $1,550 | $850 |